# Saopha

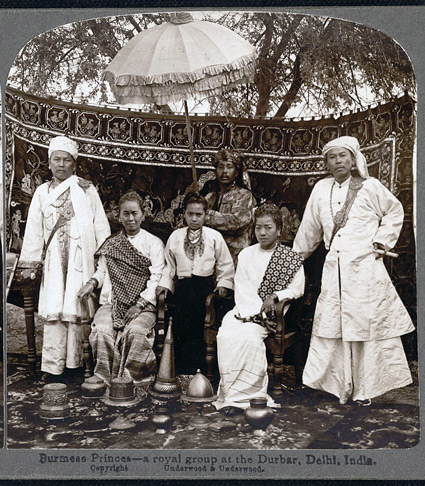
Dois saophas Shan em uma visita a Nova Deli, Índia em 1903

Saopha, Chaofa, ou sawbwa ( tailandês : เจ้าฟ้า ) foi um título real usado pelos governantes do Estados shan de Mianmar (antiga Birmânia). A palavra significa "rei" nas línguas Shan e Tai. Em alguma antiga literatura  chinêsa, era escrita como 诏 ( pinyin: Zhao; Moderna pronúncia mandarim: [tʂɑʊ̯] ), por exemplo Six Zhao ou Reino do Nanzhao.
Segundo as crónicas locais, algumas dinastias de saophas, datam do segundo século aC, no entanto, as seções anteriores destas crónicas são geralmente aceitas como lendárias.